# Castelo do Príncipe (Havana)
O Castillo del Príncipe (Castelo do Príncipe) é um forte militar situada na Loma de Aróstegui, em Havana, Cuba.

## História
O forte foi construído durante a onda de construção militar em Cuba, depois do fim da Captura de Havana pelos britânicos que durou quase um ano, quando o governo espanhol percebeu que a cidade estava desprotegida e transformou a Chave do Novo Mundo na cidade mais fortificada das Américas. O castelo tem o nome de Carlos de Bourbon, Príncipe das Astúrias, filho e futuro sucessor do Rei Carlos III de Espanha. A construção foi liderada pelo coronel de engenheiros Don Silvestre Abarca que também construiu a Fortaleza de San Carlos de La Cabaña com vista para a baía de Havana.
O trabalho começa em 1767; em 1771, o local foi fortificado; o trabalho continuou até 1779.
A fortaleza abrigava detidos e prisioneiros, incluindo o professor de José Martí, Rafael María de Mendive, Julio Antonio Mella, Eduardo Chibás, Raúl Roa García, Juan Marinello e muitos outros revolucionários proeminentes.